# جو هه ریون
جو هه ریون (انگلیسی: Jo Hye-ryun؛ زادهٔ ۲۹ مهٔ ۱۹۷۰) مجری، بازیگر، و کمدین اهل کره جنوبی است.